# Platonești (okręg Jałomica)
Platonești – wieś w Rumunii, w okręgu Jałomica, w gminie Platonești. W 2011 roku liczyła 887 mieszkańców.